# 施泰因巴赫河 (伊薩爾河支流，倫格里斯)
47°41′53″N 11°33′41″E / 47.697953°N 11.561448°E

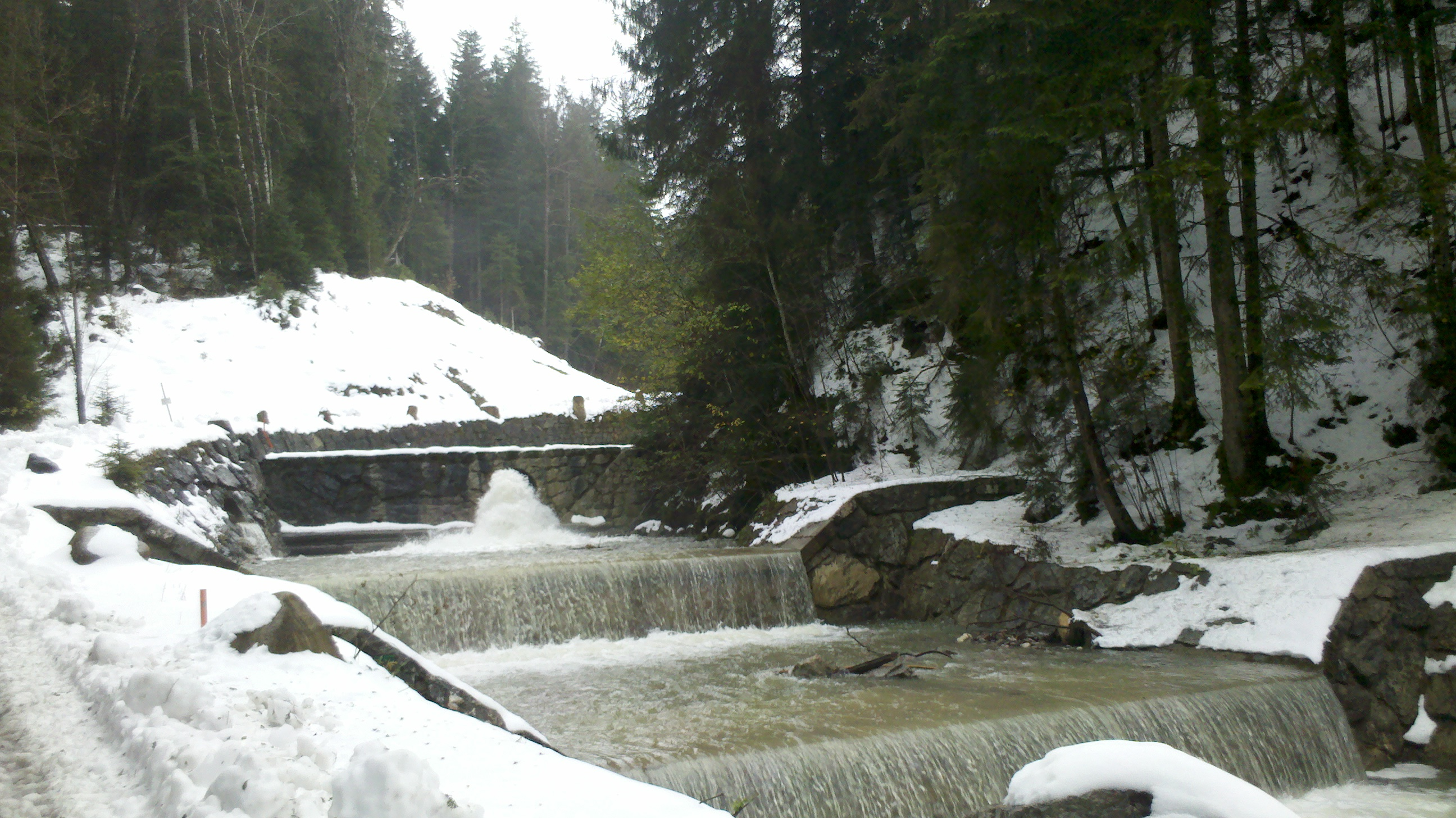

施泰因巴赫河是德國的河流，位於該國東南部，由巴伐利亞負責管轄，屬於伊薩爾河的右支流，河道全長9.8公里，流域面積27.4平方公里，流經上巴伐利亞行政區。